# Siedlec Trzebnicki
Siedlec Trzebnicki – przystanek kolejowy w Siedlcu, w województwie dolnośląskim, w Polsce.
Linia z Wrocławia Psie Pole do Trzebnicy została zamknięta w roku 1990, od tego czasu część torowiska została rozkradziona. W styczniu 2009 roku rozpoczęto remont torowiska i poprawę jego geometrii dla podniesienia prędkości. Począwszy od 20 września 2009 roku na trasie do Wrocławia Głównego zostały urouchomione kursy szynobusów.

## Ruch pasażerski
W roku 2017 przystanek obsługiwał 200–299 pasażerów na dobę, tyle samo w roku 2022.